# Новый Свет (Барановичский район)
Но́вый Свет (бел. Новы Свет) — деревня в Барановичском районе Брестской области Белоруссии. Входит в состав Столовичского сельсовета. Население по переписи 2019 года — 43 человека.

## География
Деревня практически примыкает к северо-восточной части Барановичей (расстояние до центра по автодорогам — 7,5 км), а расстояние до центра сельсовета, агрогородка Столовичи, составляет 8 км по автодорогам на северо-запад. К северо-западу от деревни находятся разливы «Сочивки». Почти вся деревня расположена между автодорогами M1 и Р2, на первой из которых расположены две автозаправочные станции Белоруснефти и небольшой гостиничный комплекс, а на второй имеется автобусная остановка до Барановичей. Также имеется телятник.

## История
Деревни Новый Свет и Гирчицы обозначены на карте Шуберта первой половины XIX века.
В 1909 году Новый Свет — деревня Столовичской волости Новогрудского уезда Минской губернии, 23 двора.
После Рижского мирного договора 1921 года — в составе гмины Столовичи Барановичского повета Новогрудского воеводства Польши. По переписи 1921 года в деревне числилось 22 жилых здания, в которых проживало 104 человека (57 мужчин, 47 женщин), все поляки (по вероисповеданию — 98 православных и 6 римских католиков).
С 1939 года — в составе БССР. В период Великой Отечественной войны с июня 1941 года до 8 июля 1944 года оккупирована немецко-фашистскими войсками. На фронтах войны погибло три сельчанина.
С 15 января 1940 года в Городищенском районе Барановичской, с 8 января 1954 года — Брестской области. 16 июля 1954 года передана из Столовичского сельсовета Городищенского района в Колпеницкий сельсовет Новомышского района, переименованного 8 апреля 1957 года в Барановичский.
В 1970 году в состав деревни включена соседняя деревня Гирчицы (45 дворов и 273 жителя в 1909 году, 32 двора и 125 жителей в 1921 году).
26 июня 2013 года деревня вновь передана Столовичскому сельсовету.

## Население
На 1 января 2023 года в деревне проживало 42 человека в 25 хозяйствах, из них 7 младше трудоспособного возраста, 23 в трудоспособном возрасте и 12 пенсионеров.
| Численность населения (по переписи) | Численность населения (по переписи) | Численность населения (по переписи) | Численность населения (по переписи) | Численность населения (по переписи) | Численность населения (по переписи) | Численность населения (по переписи) | Численность населения (по переписи) | Численность населения (по переписи) |
| 1897                                | 1909                                | 1921                                | 1939                                | 1959                                | 1970                                | 1999                                | 2009                                | 2019                                |
| ----------------------------------- | ----------------------------------- | ----------------------------------- | ----------------------------------- | ----------------------------------- | ----------------------------------- | ----------------------------------- | ----------------------------------- | ----------------------------------- |
| 94                                  | ↘89                                 | ↗104                                | ↗115                                | ↘77                                 | ↘69                                 | ↘61                                 | ↘44                                 | ↘43                                 |